# Babycurus-toxine 1
Babycurus-toxine 1 (BcTx1) is een component van het gif van de Oost-Afrikaanse schorpioen Babycurus centrurimorphus. Deze toxine verandert zowel de activerende als de inactiverende eigenschappen van de natriumkanalen van insecten.

## Bron
De toxine is onderdeel van het gif dat wordt uitgescheiden door de Babycurus centrurimorphus van de schorpioenenfamilie Buthidae en vergiftigt duidelijker insecten, de kakkerlak bijvoorbeeld, dan mensen.

## Chemische eigenschappen
Het moleculaire gewicht van BcTx1 is 3248. Het behoort tot de lange (4 C-C) schorpioentoxinesuperfamilie en kan als β-toxine geclassificeerd worden. Tot nu toe zijn alleen de eerste 30 aminozuren van het BcTx1-eiwit onderzocht.
De toxine lijkt qua eiwitstructuur op andere toxines die terug zijn te vinden in schorpioenen uit Noord-Afrika en het Midden-Oosten, waaronder de genera Buthus en Centruroides.

## Doelwit
De toxine heeft invloed op de eigenschappen van natriumkanalen. De toxine kan aan vele natriumkanalen binden, waaronder kanalen die toebehoren aan zoogdieren, alhoewel de effecten op andere natriumkanalen dan die van insecten nog niet getest zijn.

## Werking
BcTx1 heeft invloed op de kanalen van insecten doordat het de activatiedrempel met 5-10mV verlaagt. Dit resulteert in een stijging van het geleidingsvermogen van natrium over het celmembraan. Tevens vertraagt BcTx1 het activatiemechanisme van natrium kanalen. Dit heeft tot gevolg dat neuronen depolariseren en niet langer meer actiepotentialen kunnen genereren, wat weer resulteert in paralyse.